# طاهر (نام)
طاهر نامی مردانه عربی به معنی پاکیزه و پاکدامن است.
طاهر می‌تواند به افراد زیر اشاره داشته باشد:

## حاکمان تاریخی
- طاهر بن حسین، معروف به طاهر ذوالیمینین بنیانگذار سلسله طاهریان
- طاهر بن محمد صفاری، سومین امیر سلسله صفاری
- طاهر چغانی، از امیران آل محتاج در چغانیان
- طاهر دبیر، از درباریان دستگاه غزنوی
- طاهر بن عبدالله، چهارمین امیر طاهری
- طاهر بن لیث، برادر یعقوب بن لیث صفاری

## سیاستمداران
- طاهر یحیی، سیاستمدار عراقی
- طاهر المصری، سیاستمدار اردنی
- طاهر احمدزاده، نخستین استان دار خراسان پس از انقلاب ۵۷
- طاهر جوکار، سیاستمدار ایرانی
- طاهر برزگر تکمه‌داش، سیاستمدار ایرانی
- طاهر ضیائی، سناتور دوره پهلوی
- طاهر القادری سیاستمدار پاکستانی
- طاهر زهیر، سیاستمدار افغانستانی
- طاهر یولداشف، یکی از رهبران جنبش اسلامی ازبکستان
- طاهر بشیر چیمه، سیاستمدار پاکستانی
- طاهر علی‌اف، سیاستمدار و نظامی آذربایجانی
- سید طاهر طاهری، سیاستمدار ایرانی
- طاهر بدخشی، سیاستمدار افغانستانی
- طاهر تقی‌زاده، سیاستمدار آذربایجانی
- طاهر بن عمار، سیاستمدار تونسی
- طاهر عبدالجبار، سیاستمدار تاجیکستانی

## ورزشکاران
- طاهر ابوزید، بازیکن فوتبال مصری
- طاهر التمسمانی، بوکسور مراکشی
- طاهر زکریا، بازیکن فوتبال قطری
- طاهر شریف الوزانی، مربی فوتبال الجزایری
- سید طاهر شاه، بازیکن فوتبال افغانستانی
- طاهر محمد، بازیکن فوتبال مصری
- طاهر الخالج، بازیکن فوتبال مراکشی
- طاهر گولچ، تکواندوکار آلمانی ترک تبار

## نویسندگان و هنرمندان
- طاهر رحیم، هنرپیشه فرانسوی الجزایری
- طاهر توفیق، خواننده کرد
- طاهر کاشانی، شاعر و نویسنده ایرانی
- طاهر صلاحوف، نقاش آذربایجانی
- طاهر الجزایری، ادیب و زبان‌شناس عرب سوری
- طاهر یارویسی، نوازنده ایرانی
- طاهر خوشنویس تبریزی، خوشنویس ایرانی
- طاهر صباحی، نویسنده و ژورنالیست ایرانی
- طاهر شیخ‌الحکمایی، مجسمه‌ساز ایرانی
- طاهر جاووت، نویسنده، شاعر و روزنامه‌نگار الجزایری
- طاهر قزوینی، شاعر ایرانی
- طاهر بن جلون، نویسنده و شاعر مراکشی
- طاهر بیلگیچ، هنرپیشه ترکی استرالیایی
- میرزا طاهر نصرآبادی، تذکره نویس ایرانی
- طاهر حداد، نویسنده و محقق تونسی

## دیگر
- طاهر رشتی، از فقهای گیلان در دوران سلطنت ناصرالدین شاه
- طاهر الچی، وکیل کرد
- طاهر (دلال هسته‌ای)